# Abel Murrieta Gutiérrez
Abel Murrieta Gutiérrez (Ciudad Obregón, Sonora, 1 de mayo de 1963 – Ciudad Obregón, 13 de mayo de 2021) fue un abogado y político mexicano representante del Partido Revolucionario Institucional (PRI) y posteriormente de Movimiento Ciudadano (MC). Se desempeñó como diputado de la LXIII Legislatura al Congreso de la Unión mexicano representando a Sonora de 2015 a 2018. Anteriormente, fue miembro del Congreso de Sonora y procurador general del mismo estado.

## Vida personal
Nacido en Ciudad Obregón, Sonora, Abel Murrieta Gutiérrez estudió derecho en la Universidad Autónoma de Nuevo León, de la que egresó en 1984. Brindó asesoría legal, como abogado corporativo independiente, a varios negocios en su ciudad natal de 1986 a 1991. Además, trabajó en diversas universidades del estado, impartiendo clases de derecho empresarial en el Instituto Tecnológico de Sonora, de 1985 a 1990; de derecho comercial en el Instituto Tecnológico y de Estudios Superiores de Monterrey campus Ciudad Obregón, de 1991 a 1992, y de derecho administrativo en la Universidad La Salle Noroeste, de 1997 a 1998.[cita requerida]

### Procurador general de Sonora
Ingresó a la Procuraduría General de Justicia de Sonora en 1991, donde desempeñó diversas funciones tanto para la institución como para el municipio de Cajeme, antes de ser nombrado procurador general del Estado en 2004. Cuando Guillermo Padrés Elías, del Partido Acción Nacional (PAN), reemplazó al gobernador saliente Eduardo Bours Castelo en 2009, despidió a todo el gabinete, a excepción de Murrieta. Esto se debe a que Eduardo Medina-Mora Icaza, el fiscal general saliente de México, lo calificó como "honesto e incorruptible". Ocupó el cargo durante ocho años y renunció en enero del 2012 para postularse para otro cargo.

#### Desaparición de Alfredo Jiménez Mota
A principios de 2007, un policía municipal de Navojoa implicó a un grupo de funcionarios públicos, entre ellos Murrieta, en la desaparición en 2005 del periodista Alfredo Jiménez Mota. Declaró que un grupo formado por el fiscal general del estado, Abel Murrieta Gutiérrez; el exalcalde de Cajeme (y hermano del entonces gobernador) Ricardo Robinson-Bours Castelo; el director de la policía de Navojoa, Luis Octavio Gastelúm Villegas, y otros dos miembros de alto rango de las fuerzas del orden conspiraron con Raúl Enríquez Parra, poderoso narcotraficante sonorense, desaparecieron al joven periodista, porque se preparaba para exponer la relación entre el gobierno sonorense y el crimen organizado en un próximo informe. Jiménez también había informado previamente sobre la alianza de Enríquez Parra con el Cártel de los Beltrán Leyva, así como el infame caso de Cuarto Pasajero de solo unos meses antes de su desaparición, donde las autoridades sonorenses capturaron a cuatro traficantes en Hermosillo, incluido el hermano de Enríquez Parra, Daniel, solo de manera sospechosa. Liberaron al "cuarto pasajero", Daniel, unas horas después, tras pagar una multa de 150 pesos.[cita requerida]
En 2008 se presentó otro testigo: el presunto pistolero del cártel, Saúl García Gaxiola, quien confesó haber participado en el secuestro y asesinato mientras corroboraba el hecho de que Murrieta y Bours eran cómplices del crimen. En una carta, describió los últimos días de Jiménez, cuando 
Enríquez Parra lo torturó para que revelara sus fuentes y le dijo que no enfrentaría consecuencias por matarlo, debido a su relación con Bours y Murrieta.

#### El incendio de la guardería ABC de Hermosillo
Surgió una controversia significativa con respecto a su manejo del incendio de la guardería ABC en Hermosillo, incidente en el que murieron 49 niños, el 5 de junio del 2009. El gobernador de Sonora, Eduardo Bours, admitió unos días después que los dueños de la guardería tenían vínculos familiares con funcionarios del gobierno estatal, funcionarios del partido priista estatal y con la primera dama, Margarita Zavala. Luego de afirmar inicialmente que el resultado de una investigación independiente encontró culpable a un sistema de aire acondicionado defectuoso, Murrieta emprendió una campaña mediática en la que culpó al Instituto Mexicano del Seguro Social (IMSS) de negligencia criminal, afirmando que habían tenido conocimiento de violaciones de seguridad en el edificio desde que enviaron a la guardería una carta en 2005, en la que se detallaban las violaciones. En julio, anunció el arresto de dos trabajadores del IMSS y de siete empleados estatales, y les dijo a los periodistas que renunciaría si podían demostrar que estaba mintiendo sobre la investigación. Los siete empleados estatales serían puestos en libertad bajo fianza. Los tres copropietarios del establecimiento serían liberados bajo fianza y luego absueltos de culpa. Además, la única funcionaria del gobierno que sirvió en cualquier momento fue Delia Irene Botello Amante, la última empleada del gobierno que visitó la guardería antes del incendio, quien fue arrestada en 2011 y liberada en 2014, debido a problemas técnicos.[cita requerida]
Un año después del desastre, la Suprema Corte de Justicia de la Nación dictaminó que, si bien hubo graves violaciones, ningún funcionario público podría ser legalmente responsable de los hechos ocurridos. Poco después, una coalición de padres de las víctimas formó el Movimiento Ciudadano por la Justicia 5 de Junio, en su lucha por castigar a las personas responsables. Entre otras demandas al gobernador recién electo, Guillermo Padrés Elías, solicitaron la destitución de Murrieta, debido a que se percibía una obstrucción a la justicia. El apoyo público inicial que tenía cuando asumió el cargo un año antes había disminuido debido a su negativa a destituir a Murrieta.
En septiembre de 2016, salió a la luz que la carta que Murrieta afirmó que se envió a la guardería en 2005 había sido falsificada por funcionarios del gobierno estatal, en un intento de desviar la atención y desviar la culpa del gobierno, ya que el incendio había comenzado en un depósito contiguo utilizado por la Secretaría de Hacienda del Estado para almacenar documentos. Una hipótesis que se investigó fue que el incendio se inició intencionalmente en el almacén con el propósito de destruir posibles evidencias de deudas excesivas contraídas por el gobierno de Bours. Un juez federal ordenó a la Fiscalía General de Sonora que iniciara una investigación sobre Murrieta y Bours por falsificación de documentos y alteración de la escena del crimen.
Desde entonces, el escándalo se volvió emblemático de la impunidad, de la corrupción y del nepotismo exhibidos por oficiales públicos en el país.

#### Asesinato de Nepomuceno Moreno Núñez
En noviembre del 2011, el activista de paz Nepomuceno Moreno Núñez fue baleado en pleno día mientras conducía a Hermosillo;  haya aumentado a prominencia después de hablar inalcanzablemente fuera delito organizado en contra y corrupción y directamente culpando a la policía estatal para laborar con las organizaciones criminales en su hijo está secuestrando el año previo. En una rueda de prensa menos de 24 horas después de su muerte, Murrieta el pasado criminal de Moreno enfatizado mientras omitían el hecho  esté absuelto de sus cargos, implicando que el tiroteo  no estaba relacionado con su activismo reciente. El casi-inmediato criminalización de la víctima cosechó críticas significativas de ambos periodistas y activistas. Activista y poeta prominentes Javier Sicilia llamó al gobernador para despedir a Murrieta, reclamando que Moreno se había amparado del gobierno después de recibir las amenazas de muerte múltiples y él habían fallado para pasar a la acción.

### Congreso de Sonora
Siguiendo su dimisión de la oficina del General de Abogado estatal,  registró como candidato para el PRI nombramiento al Congreso de Sonora en 2012. Ganó un asiento que representa el 16.º distrito de Ciudad Obregón al sureste, y sirvió su plazo lleno como diputado de la LX Legislatura de 2012 a 2015. Fue miembro  de los comités encima auditan revisión fiscal, trabajos públicos, turismo de desarrollo económico, entorno de energía, salud, gobernación precedencia legislativa, y conagua. En 2013 luchó para asignar fondos para ser legítimamente distribuidos al Instituto Tecnológico De Sonora, una escuela que enseñe ley empresarial de 1985 a 1990, notando que habían recibido menos de medios de su presupuesto prometido del gobierno estatal.

### Cámara de Diputados
Después de su mandato en la legislatura estatal, Murrieta ganó un escaño como diputado en la LXIII Legislatura del Congreso de la Unión de México para el sexto distrito de Sonora en 2015. Fue una victoria aplastante, ya que obtuvo el 49.34% del voto popular, casi el doble que su rival del PAN Nidia Eloísa Rascón Ruiz que terminó con un 25,69%. Durante su mandato de tres años fue miembro de siete comités, incluido el comité de seguridad pública y el comité de justicia. En 2017 Murrieta anunció su intención de postularse a la presidencia municipal de Cajeme en las elecciones del año siguiente bajo la bandera del PRI. En febrero de 2018, sin embargo, renunció al partido y se unió al PAN luego de que surgieran desacuerdos sobre la elección interna de Emeterio Ochoa Bazúa como candidato del partido.
Murrieta continuó su carrera en derecho después de dejar el cargo. Él, junto con el exprocurador general de Baja California Antonio Martínez Luna, representó a la familia LeBarón en su caso legal relacionado con las consecuencias de la masacre de las familias LeBarón y Langford en el noreste de Sonora que dejó nueve personas muertas en noviembre de 2019.

## Asesinato
Murrieta fue asesinado a tiros en Ciudad Obregón el 13 de mayo de 2021. Estaba parado en una esquina distribuyendo volantes de su campaña para la presidencia municipal (ahora bajo la pancarta del Movimiento Ciudadano) cuando un automóvil se acercó y un individuo disparó múltiples tiros, alcanzándolo en la cabeza. Una trabajadora de campaña también resultó herida. Murrieta fue trasladado de urgencia a un hospital local, donde murió a causa de sus heridas.